# Кромново
Кромново — деревня в Рамешковском районе Тверской области. Входит в состав сельского поселения Ильгощи.

## История
До 2005 года деревня входила в состав ныне упразднённого Сутокского сельского округа.

## География

### Расположение
Деревня расположена в юго-восточной части района. Находится на автодороге 28К-0591 Кушалино — Горицы. Расстояние до районного центра, посёлка Рамешки, составляет 50 километров. Ближайший населённый пункт — деревня Афатово.

### Часовой пояс
Деревня Кромново, как и вся Тверская область находится в часовой зоне МСК (московское время). Смещение применяемого времени относительно UTC составляет +3:00.

## Население
| 1859 | 1936 | 1989 | 2002 | 2008 | 2010 |
| ---- | ---- | ---- | ---- | ---- | ---- |
| 54   | ↗190 | ↘69  | ↘54  | ↘48  | →48  |

Согласно результатам переписи 2002 года, в национальной структуре населения русские составляли  98% от жителей.